# Westpreußisches Landesmuseum
Das Westpreußische Landesmuseum wurde 1975 im historischen Drostenhof in Münster-Wolbeck eröffnet. Seit Ende 2014 befindet sich das Museum im Franziskanerkloster in Warendorf.

## Aufgabe
Das Museum versteht sich als zentrale Einrichtung für die Sammlung, Bewahrung und Präsentation westpreußischen Kulturguts. In seinen Ausstellungen soll die historische Kulturregion Westpreußen dargestellt werden. Mit polnischen Einrichtungen besteht eine partnerschaftliche Zusammenarbeit.
Gleichzeitig war das Museum ein lokales Begegnungs- und Kulturzentrum des Stadtteils Wolbeck.

## Geschichte

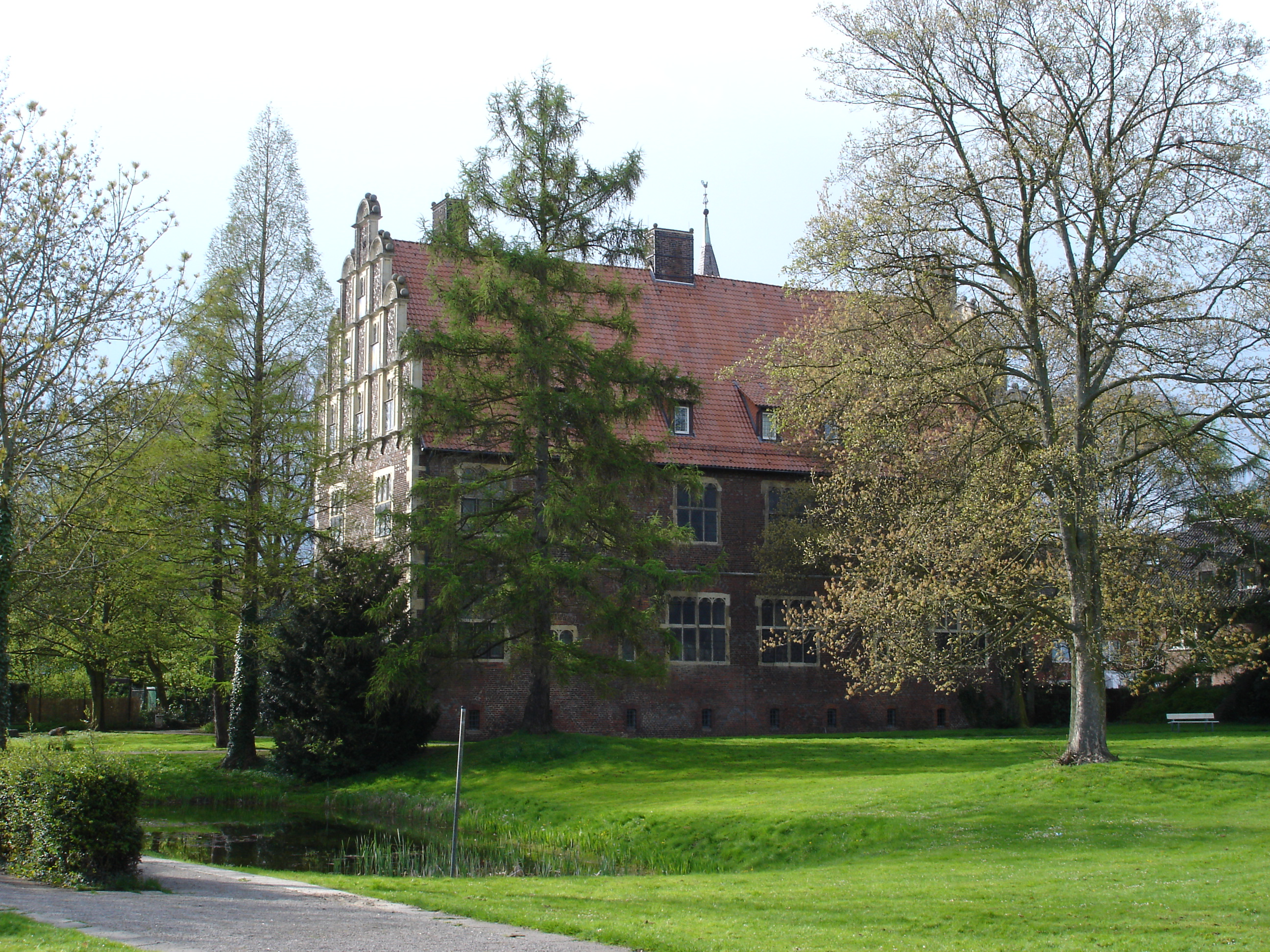
Drostenhof in Wolbeck, 1975–2012 Standort des Museums

Am 6. Juli 1975 wurde das Dokumentations- und Kulturzentrums Westpreußen (DKZW) feierlich im Gebäude des Westfälischen Landesmuseum im Wolbecker Drostenhof eröffnet. Von diesem Zeitpunkt an wurde der Allgemeinheit im Westen Deutschlands erstmals eine dauerhafte Ausstellung über Westpreußen zugänglich gemacht.
Schon in den 1990er Jahren zeichnete sich ab, dass eine Nutzung des Drostenhofs auf Dauer erhebliche Umbauten und Modernisierungen voraussetzte. Da kein Übereinkommen hinsichtlich eines Um- und Ausbaus des Gebäudes, der den Minimalstandards von ICOM Deutschland und des Deutschen Museumsbundes entspricht, erzielt werden konnte, verlegte das Museum seinen Standort in das ehemalige Franziskanerkloster in Warendorf. In Münster, wo das Gebäude hätte renoviert, energetisch saniert und die notwendige Barrierefreiheit hätte hergestellt werden müssen, wurde das Museum Ende August 2012 geschlossen.
Mit seiner Wiedereröffnung im Dezember 2014 fand das WLM sein neues Domizil im ehemaligen Franziskanerkloster in Warendorf.

## Museumsleitung
- von der Eröffnung 1975 bis 30. März 1998 – Hans-Jürgen Schuch (1930–2018)[2]
- 1. April 1998–1. April 2021 – Lothar Hyss (1960–2022)[2]
- 2. November 2021 – Juni 2023 – Gisela Parak[3][4]
- seit 1. April 2024 – Martin Koschny (kommissarisch bis Ende 2025)[5]

## Ausstellungen
Es gibt eine ständige Ausstellung zu Geschichte, Kunst und Kultur Westpreußens. Dazu kommen regelmäßig Sonderausstellungen. Darüber hinaus gibt es eine Präsenzbibliothek, das Westpreußen-Archiv sowie ein Fotoarchiv.

## Außenstelle
Das Westpreußische Landesmuseum hat eine Außenstelle in Krokowa (Krockow), einem Dorf in der polnischen Woiwodschaft Pommern, eingerichtet. Sie ist neben einem Hotelbetrieb im 1784 errichteten Schloss der Familie Krockow untergebracht. Zur Erneuerung des Schlosses wurde 1990 eine Stiftung gegründet.